# 466
سنة 466 م (بالأرقام الرومانية: CDLXVI) كانت سنة بسيطة تبدأ يوم السبت (الرابط يظهر نموذج الجدول الزمني الكامل للسنة) من التقويم اليولياني. بدأت تسمية السنة ب466 منذ العصور الوسطى المبكرة، عندما أصبح تقويم أنو دوميني هو الأسلوب السائد في أوروبا لتسمية السنوات.

## مواليد
- الإمبراطور أنكان

## وفيات
- شنودة رئيس المتوحدين قديس وعالم و فليسوف قبطي